# Max Sturm
Max Sturm (* 25. Februar 1891 in Trautmannshofen; † 29. August 1958 in Lauterhofen) war ein deutscher Komponist, Pianist, Chorleiter und Musikpädagoge.

## Leben
Sturm besuchte die Volksschule in Kastl und dann die Kgl. Lehrerbildungs-Anstalt Amberg (heute Max-Reger-Gymnasium Amberg). Während des Kriegseinsatzes im Ersten Weltkrieg von 1914 bis 1918 verlor er ein Auge.
Nach Kriegsende studierte er von 1918 bis 1921 an der Kgl. Akademie der Tonkunst München Komposition bei Anton Beer-Walbrunn, Klavier bei Hermann Zilcher und Orgel bei Ludwig Felix Maier. Im März 1920 heiratete er Johanna Braunsberger. Als Studienlehrer war er in Weiden in der Oberpfalz tätig, ab 1922 bis zur Pensionierung im Jahr 1948 als Studienprofessor an der Kgl. Lehrerbildungs-Anstalt Amberg; diese wurde 1934 eine Deutsche Aufbauschule, ab 1965 ein Musisches Gymnasium.
Sturm war über die Lehrtätigkeit als Schulmusiker hinaus als Pianist, Chor- und Orchesterleiter sowie Komponist aktiv. Sein kompositorisches Schaffen umfasst Klavierlieder, Chor- und Klavierwerke. Es ist im Stadtarchiv Amberg dokumentiert.

## Auszeichnungen
- 1956: Nordgau-Kulturpreis der Stadt Amberg in der Kategorie „Musik“